# Nemapogon hungaricus
Nemapogon hungaricus är en fjärilsart som beskrevs av László Anthony Gozmány. Nemapogon hungaricus ingår i släktet Nemapogon och familjen äkta malar. Inga underarter finns listade i Catalogue of Life.